# Chorizagrotis terrealis
Chorizagrotis terrealis är en fjärilsart som beskrevs av Augustus Radcliffe Grote 1882. Chorizagrotis terrealis ingår i släktet Chorizagrotis och familjen nattflyn. Inga underarter finns listade i Catalogue of Life.